# Тангибао
Тангибао (на английски: Tangibao) известни също и като Тангипахоа е северноамериканско индианско племе, което по времето на посещението на Рене Робер Шевалие Сир дьо Ла Сал през 1682 г. живее на река Тангипахоа, на изток от река Мисисипи и се разглежда като част от племето аколаписа.

## История
Почти нищо не се знае за това племе. Малкото данни идват само от Ла Сал и Пиер Ле Мойн д’Ибервил. През 1682 година Ла Сал посещава едно изоставено индианско селище в долната част на Мисисипи, което току-що е унищожено. Един от индианците водачи го информира, че тези индианци се казват „тангипахоа“, докато други казват, че са „махеуала“. Второто име може би се отнася до унищоженото село, намиращо се на няколко мили от селото на киниписа, на река Тангипахоа.. През 1699 година хора байогола информират д′Ибервил, че тангипахоа никога не са живели на Мисисипи, а онова село е унищожено от племето хоама. Д′Ибервил научава още, че тангипахоа е едно от седемте селища на аколаписа. Заради това лингвистите смятат, че езика им е мускогски. След унищожаването на селото им през 1682 година, тангипахоа изчезват от историята, вероятно абсорбирани от аколаписа.